# Sebastian Baden
Sebastian Baden (* 1980 in Kaiserslautern) ist ein deutscher Kunsthistoriker und Direktor der Schirn Kunsthalle Frankfurt.

## Leben
Sebastian Baden studierte Kunsterziehung an der Staatlichen Akademie der Bildenden Künste Karlsruhe und Literaturwissenschaft am Karlsruher Institut für Technologie sowie Freie Kunst an der Hochschule der Künste Bern. Zwischen 2010 und 2016 unterrichtete er als akademischer Mitarbeiter im Fachbereich Kunstwissenschaft und Medientheorie an der Staatliche Hochschule für Gestaltung Karlsruhe. Zugleich promovierte er 2014 zum Thema „Das Image des Terrorismus im Kunstsystem“ unter Beat Wyss.
Baden organisierte zusammen mit seinem Zwillingsbruder Lukas zwischen 2006 und 2016 Ausstellungen zur zeitgenössischen Kunst in der eigenen Galerie Ferenbalm-Gurbrü Station für aktuelle Kunst in Karlsruhe. Ab Oktober 2016 war Baden Kurator für Skulptur und Neue Medien an der Kunsthalle Mannheim. Seit 1. Juli 2022 leitet er die Schirn Kunsthalle in Frankfurt am Main.

## Auszeichnungen
- 2013: Incentive Prize for Young Art Critics (Preis für Kunstkritik), AICA[1]

## Schriften (Auswahl)
- Das Image des Terrorismus im Kunstsystem. edition metzel, München 2017, ISBN 978-3-88960-157-5 (überarbeitete Fassung der Dissertation,  Staatliche Hochschule für Gestaltung Karlsruhe, 2014).